# Động Pê Răng Ky
Hang động Pê Răng Ky là hang động dạng karst trong núi đá vôi, ở bản Pê Răng Ky xã Huổi Só huyện Tủa Chùa tỉnh Điện Biên, Việt Nam .
Hang được Bộ Văn hóa, Thể thao và Du lịch trao Bằng xếp hạng di tích quốc gia cho danh lam thắng cảnh hang động tháng 4/2018 .

## Vị trí
Hang động Pê Răng Ky nằm cách trung tâm tỉnh Điện Biên cỡ 127 km.